# Сеннікова Раїса Денисівна
Раїса Денисівна Се́ннікова (нар. 8 вересня 1922, Мостище) — українська театрознавиця, кандидат мистецтвознавства з 1974 року.

## Біографія
Народилася 8 вересня 1922 року в селі Мостищі (нині Чернігівський район Чернігівської області, Україна). 1952 року закінчила Київський театральний інститут (педагог Іван Волошин), з того ж року його викладачка.

## Книги
- «Михайло Романов» (1972);
- «Театр імені Лесі Українки» (1977, у співавторстві);
- «Михайло Бєлоусов» (1981) та інші.

Авторка дослідження «Цікава сторінка» / «Український театр», 1972 № 6, про українські театри 1920—1930-х років у Ленінграді.